# Saint-Maurice (district électoral du Canada-Uni)
Pour les articles homonymes, voir Saint-Maurice.
Circonscription électorale provinciale du Canada
Saint-Maurice est un district électoral de l'Assemblée législative de la province du Canada.

## Liste des députés
| Années | Années      | Député                         | Affiliation                     |
| ------ | ----------- | ------------------------------ | ------------------------------- |
|        | 1841 - 1844 | Joseph-Édouard Turcotte        | Canadien-français antiunioniste |
|        | 1844 - 1848 | François Lesieur Desaulniers   | Canadien-français               |
|        | 1848 - 1851 | Louis-Joseph Papineau          | Canadien-français               |
|        | 1848 - 1851 | Louis-Joseph Papineau          | Indépendant libéral             |
|        | 1851 - 1854 | Joseph-Édouard Turcotte        | Réformiste                      |
|        | 1854 - 1858 | Louis-Léon Lesieur-Desaulniers | Réformiste                      |
|        | 1858 - 1861 | Louis-Léon Lesieur-Desaulniers | Bleu                            |
|        | 1861 - 1863 | Louis-Léon Lesieur-Desaulniers | Bleu                            |
|        | 1863 - 1867 | Charles Gérin-Lajoie           | Rouge                           |